# Teungoh Mangki
Teungoh Mangki is een bestuurslaag in het regentschap Pidie van de provincie Atjeh, Indonesië. Teungoh Mangki telt 146 inwoners (volkstelling 2010).